# Мусабін
Мусабін (англ. Muthabin, араб. موثبين) — поселення в Сирії, що складає невеличку друзьку общину в нохії Габагіб, яка входить до складу мінтаки Ес-Санамейн в південній сирійській мухафазі Дара.